# Сити-оф-Эдинбург
Си́ти-оф-Эдинбу́рг (англ. City of Edinburgh — Си́ти-оф-Э́динборо, гэльск. Mòr-bhaile Dhùn Èideann, скотс Ceety o Edinburgh) — один из 32 округов Шотландии. Включает в себя город Эдинбург и прилегающие к нему территории.

## Достопримечательности
- Список замков Эдинбурга